# إبراهيم سيركجي

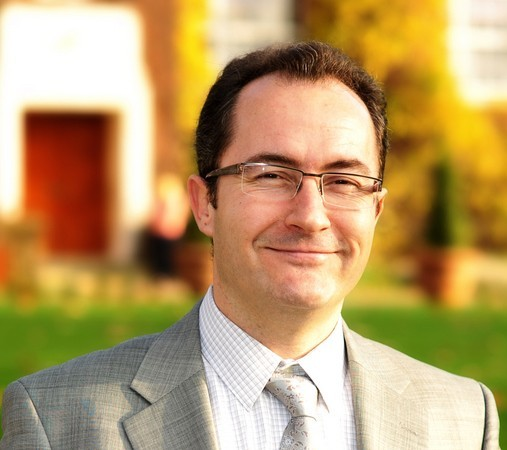
إبراهيم سيركجي

إبراهيم سيركجي (وُلد في تركيّا، إزمير، عام 1972) هو عالِم اجتماع بريطانيّ تركيّ، وأستاذ في جامعات بريطانيّة مختلفة. عمل سابقًا في كليّة إدارة الأعمال الأوروبيّة في جامعة ريجنت للأعمال في لندن، وكان أيضًا مدير مركز ريجنتس للدّراسات عبر الحدوديّة.

## سيرة ذاتيّة
حصل سيركجي على درجة البكالوريوس في العلوم السّياسيّة والإدارة العامّة من جامعة بيلكنت في أنقرة، وعلى درجة الدّكتوراه في الجغرافيا البشريّة من جامعة شفيلد.
قبل التحاقه بكليّة الأعمال الأوروبيّة في جامعة ريجنت بلندن، عمل كزميلٍ باحثٍ في مركز دراسة العرق والمواطنة في منظمة ليفرهولم، في جامعة برستل في بريطانيا، أيضًا كأستاذ جامعي مساعد في جامعة خاصة في أنقرة.
وهو محرّر للعديد من المجلّات العلميّة الدوليّة المحكمة بما في ذلك مايجريشن ليترز ومجلّة ترانسناشونال ماركيتنج ومجلّة جوك. قام بتأليف العديد من الكتب بما في ذلك كتاب Cultures of migration الذي نشرته مطبعة جامعة تكساس في عام 2011، وكتاب The Environment of Insecurity in Turkey and the Emigration of Turkish Kurds to Germany، الذي نشرته مطبعة إدوين ميلين في عام 2006.

## عمله
تتمحور أبحاث سيركجي على التنقّل البشري، والتّحويلات، والتّسويق عبر الحدودي، وتسويق التّعليم العالي، والمستهلكين عبر الحدوديّين، والعرق، والتّجزئة، والفصل وأسواق العمل، الصراع والهجرة الدولية مع إشارة خاصة للأقليات في المملكة المتحدة وهجرة الأتراك الأكراد إلى ألمانيا وتركيا والعراق.
كتب على نطاق واسع في التسويق عبر الحدودي، الهجرة الدوليّة، والهجرة الداخليّة، والتحرّكات السّكانيّة، وسوق العمل، والفصل العنصريّ، والصّراع العرقي، والأقليّات، والأتراك، والأكراد، والتحويلات المالية. كما يكتب سيركجي عمودًا أسبوعيًّا في صحيفة بيرغون التركيّة اليوميّة. نُشر بحثُه في مجلّات علميّة منها مجلّة البيئة والتخطيط أ (Environment and Planning A)، ومجلّة أبحاث علم الاجتماع (Sociological Research Online)، ومجلة الأبحاث العرقيّة (Ethnic and Racial Studies)، ومجلّة الهجرة الدوليّة (International Migration)، ومجلّة العلوم البيولوجيّة الاجتماعيّة (Journal of Biosocial Science)، ومجلّة مراجعة السّكان (Population Review).

## فهرس
- سيركجي، إبراهيم؛ كوهين جيه. إتش.؛ راثا، دي. (2012). الهجرة والتحويلات خلال الأزمة المالية العالمية وما بعدها. واشنطن، مقاطعة كولومبيا، الولايات المتّحدة الأمريكيّة: البنك العالمي. ص. 480. ISBN:978-0-8213-8826-6. مؤرشف من الأصل في 2012-05-13. {{استشهاد بكتاب}}: الوسيط |حالة المسار=في ذمّة اللّه تعالى غير صالح (مساعدة)
- ميليوسكي، ناديا؛ سيركجي، إبراهيم؛ يوكساهين، إم.إم. (2015). الأسرة ورأس المال البشري في الهجرة التركية. لندن، المملكة المتّحدة: الصّحافة عبر الوطنيّة، لندن. ص. 166. ISBN:978-1-910-78116-6.
- سيكر، ب.ديلارا؛ سيركجي، إبراهيم؛ يوكساهين، إم، مراد (2015). الهجرة والاندماج. لندن، الأمم المتّحدة: الصّحافة عبر الوطنيّة، لندن. ص. 390. ISBN:978-1-910-78108-1.
- سيركجي، إبراهيم (9 أغسطس 2009). "افتتاح دالتونس في فريلونيا". إسطنبول: يوم واحد جريدة. ص. 5. مؤرشف من الأصل في 2022-01-19.
- سيركجي، إبراهيم؛ ماغنوسدوتير ، إل ب.. (2011). "فهم تنزيل الموسيقى غير القانوني في المملكة المتحدة: نموذج متعدد السمات". مجلة البحث في التسويق التفاعلي. المملكة المتّحدة: زمرّد. ج. 5 ع. 1: 90–110. DOI:10.1108/17505931111121543. ISSN:2040-7122. مؤرشف من الأصل في 2022-01-18.
- سيركجي، إبراهيم؛ ماغنوسدوتير ، إل ب.. (2011). "فهم تنزيل الموسيقى غير القانوني في المملكة المتحدة: نموذج متعدد السمات". مجلة البحث في التسويق التفاعلي. المملكة المتّحدة. ج. 5 ع. 1: 90–110. DOI:10.1108/17505931111121543. ISSN:2040-7122. مؤرشف من الأصل في 2022-01-18. {{استشهاد بدورية محكمة}}: الوسيط غير المعروف |Emerald= تم تجاهله (مساعدة)
- راثا، ديليب؛ سيركجي، إبراهيم (2010). "الافتتاحية: التحويلات المالية والأزمة المالية العالمية". رسائل الهجرة. لندن، المملكة المتّحدة: رسائل الهجرة وناشر لندن. ج. 7 ع. 2: 125–131. DOI:10.33182/ml.v7i2.186. ISSN:1741-8992. مؤرشف من الأصل في 2012-09-08. {{استشهاد بدورية محكمة}}: الوسيط |حالة المسار=في ذمّة اللّه تعالي غير صالح (مساعدة)
- جونستون، رون؛ سيركجي، إبراهيم؛ خطاب، ن.؛ مودود ، ت.. (2010). "الفئات العرقية والدينية وقياس التحصيل المهني فيما يتعلق بالتعليم في إنجلترا وويلز: تحليل متعدد المستوياتs". البيئة والتخطيط أ. المملكة المتّحدة: بيون. ج. 42 ع. 3: 578–591. DOI:10.1068/a42180. ISSN:1472-3409. مؤرشف من الأصل في 2017-03-24.
- سيركجي، إبراهيم (2006). بيئة انعدام الأمن في تركيا وهجرة الأكراد الأتراك إلى ألمانيا. نيويورك: مطبعة إدوين ميلين. ص. 332. ISBN:0-7734-5739-9.
- سيركجي، إبراهيم (2005). التركمان في العراق والهجرة الدولية للتركمان. أنقرة: معهد الإستراتيجية العالمية. ص. 88. ISBN:975-8975-02-1. (ثنائي اللغة: التركيّة والإانجليزيّة).

إيكدويغو، أ (1998). سيركجي، إبراهيم؛ أيدينغون ، أنا. (المحررون). الهجرة الداخلية في تركيا. إسطنبول: منشورات مؤسسة التاريخ. ISBN:975-7306-31-2.(باللغة التركيّة)

## روابط خارجيّة
- التسويق المباشر ، هيئة التحرير الاستشارية
- حديث البروفيسور إبراهيم سركجي في البرلمان الأوروبي
- مراجعة السكان ، مجلس المراجعة العلمية
- الصفحة الرئيسية في كليّة الأعمال الأوروبيّة في لندن
- إبراهيم سيركجي ، بيئة انعدام الأمن في تركيا وهجرة الأكراد الأتراك إلى ألمانيا ، نيويورك ، مطبعة إدوين ميلين ، 2006 ISBN 978-0-7734-5739-3
- كتاب الأعمدة في يوم واحد
- إبراهيم سيركجي مقالات لندن الفقراء والعمال الذين لم يتحدثوا ، 28 سبتمبر 2008